# Lago de Scanno
El Lago de Scanno es un lago en la provincia de L'Aquila, región de los Abruzos, Italia. Se encuentra en el valle alto del río Sagittario, originándose en el Monte Genzana, hace entre 12.820 y 3.000 años, que ha bloqueado el río Tasso. 
El lago, situado a una altitud de 930 m s. n. m., tiene costas muy reducidas y por algunos brevísimos tramos están adaptados para la recepción de bañistas formando playas artificiales de guijarros. Se encuentra en el valle del pueblo de Scanno, y es el lago natural más grande de la región. Desde ciertas perspectivas presenta la forma de un corazón, como ejemplo desde el mirador de Frattura Nuova, no muy lejano del grandísimo deslizamiento de tierra del Monte Rava que generó el lago cerrando el valle del Sagittario.
El lago tiene como inmisario el río Tasso y el Torrente Giordano además de algunos cursos de agua menores y estacionales y no tiene un desagüe aparente porque a causa de un fenómeno de karst las aguas del lago se hunden en el terreno, para reaparecer después, en el municipio de Villalago, dando vida al río Sagittario. Durante el invierno a veces un curso de agua atraviesa el valle del lago en Villalago generando otros lagos menores, alimentados por las aguas de lluvia y del deshielo de la nueve hasta el final de la primavera, llamados Cupaglione, Lago Secco o Laguccio, Cupìa y Lago Buono. La profundidad máxima que alcanza varía de un mínimo de 32 metros hasta 36 metros cuando está lleno.